# Marcos (football, 1973)
Pour les articles homonymes, voir Marcos.
Marcos Roberto Silveira Reis, dit  Marcos, né le 4 août 1973 à Oriente (Brésil), est un footballeur international brésilien évoluant au poste de gardien de but.
Pendant toute sa carrière de joueur professionnel, il est resté fidèle au club de SE Palmeiras de 1992 à 2012.
International brésilien, Marcos a notamment remporté la Coupe du monde 2002 en tant que gardien titulaire dans les buts de la Seleção,.

## Carrière de joueur

### En club
- 1992-2012 :  SE Palmeiras

### En équipe nationale
- 29 sélections avec l'équipe du Brésil, la première en novembre 1999.
- A participé à la Coupe du monde 2002 (7 matchs).
- A participé à la Copa América 1999 (0 match) et à la Copa América 2001 (4 matchs).
- A participé à la Coupe des confédérations 1999 (0 match) et à la Coupe des confédérations 2005 (1 match).

## Palmarès

### En équipe nationale
- Vainqueur de la Copa América: 1999
- Vainqueur de la Coupe du monde: 2002
- Vainqueur de la Coupe des confédérations: 2005
- Vainqueur du Championnat des moins de 20 ans de la CONMEBOL: 1992

### En club
- Vainqueur du Championnat du Brésil en 1993 et 1994
- Champion de l'État de São Paulo en 1993, 1994, 1996 et 2008
- Vainqueur du Tournoi Rio-São Paulo en 1993 et 2000
- Vainqueur du Trophée Naranja en 1997
- Vainqueur de la Coupe du Brésil en 1998
- Vainqueur de la Coupe Mercosur en 1998 et 2000
- Vainqueur de la Copa Libertadores en 1999
- Vainqueur de la Coupe des champions du Brésil en 2000
- Vainqueur du Championnat du Brésil D2 en 2003